# STS-49
是历史上第四十七次航天飞机任务，也是奋进号航天飞机的首次太空飞行。
STS-49发射时间应该是 May 7, 1992 at 6:40 pm CDT.数据来自nasa官方图片的简介。
（GMT 0:00 格林威治标准时间； CDT -5:00  中部白昼时间； EST -5:00  东部标准时间）
STS-49发射时间应该是 May 7, 1992 at 6:40 pm CDT.佛罗里达州肯尼迪宇航中心。
touchdown occurred at 1:57:38 pm (Pacific Daylight Time (PDT)). 1992-5-16降落在加州爱德华空军基地。
数据来自nasa官方图片的简介。（GMT 0:00 格林威治标准时间； CDT -5:00 中部白昼时间； EST -5:00 东部标准时间；PDT -7:00 太平洋白昼时间）

## 任务成员
- 丹尼尔·布兰登斯坦（Daniel Brandenstein，曾执行、以及任务），指令长
- 凯文·齐尔顿（Kevin P. Chilton，曾执行、以及任务），飞行员
- 皮埃尔·苏厄特（Pierre J. Thuot，曾执行、以及任务），任务专家
- 凯瑟琳·索恩顿（Kathryn C. Thornton，曾执行、以及任务），任务专家
- 理查德·赫耶布（Richard J. Hieb，曾执行、以及任务），任务专家
- 托马斯·埃克斯（Thomas D. Akers，曾执行、以及任务），有效载荷专家
- 布鲁斯·梅尔尼克（Bruce E. Melnick，曾执行以及任务），有效载荷专家